# Карасик Юрій Михайлович
Ю́рій Миха́йлович Кара́сик (нар. 27 липня 1939, Козелець, Чернігівська область) — український аграрій і політичний діяч. Народний депутат України 2 скликання (1994–1998). Голова Аграрного союзу України, голова Аграрної партії України.
Герой України (2009, з врученням ордену Держави).

## Життєпис
Народився 27 липня 1939 року в м. Козелець Чернігівської області. 
У 1961 році закінчив Білоцерківський сільськогосподарський інститут за фахом "ветеринарний лікар".
Працював на керівних посадах в Запорізькій, Чернігівській областях та в м. Києві.
З 1991 по 1995 р. — заступник, перший заступник міністра, міністр сільського господарства України. 
З серпня 1995 р. — радник Президента з питань агропромислової політики.
7 червня 1996 р. (Указ Президента №406/96) Ю.М. Карасика призначено виконувачем обов'язків голови Херсонської облдержадміністрації. 
25 липня 1997 р. Ю.М.Карасика  призначено Міністром агропромислового комплексу, у зв'язку з чим залишив посаду керівника області (Указ Президента №692/97).

## Нагороди
- Герой України (з врученням ордену Держави) — 2009.
- Лауреат Державної премії України в галузі науки і техніки (1993, 2004).
- Ордени: «Знак Пошани» (1970), Трудового Червоного Прапора (1975).
- Почесне звання «Заслужений працівник сільського господарства України» (2003).